# ميك دودسون
ميك دودسون (بالإنجليزية: Mick Dodson)‏ هو ناشط حقوق الإنسان ومحام بالقضاء العالي أسترالي، ولد في 10 أبريل 1950 في كاثرين في أستراليا.

## وصلات خارجية
- ميك دودسون على موقع الموسوعة البريطانية (الإنجليزية)